# Argentyna na Mistrzostwach Świata w Narciarstwie Alpejskim 2007
Argentyna na Mistrzostwach Świata w Narciarstwie alpejskim była reprezentowana przez jednego zawodnika (mężczyznę). Nie zdobył on żadnego medalu.

## Zawodnicy
Mężczyźni
Cristian Javier Simari Birkner
- Kombinacja alpejska – nie ukończył
- Slalom gigant – 30. miejsce
- Slalom – 17. miejsce